# Isla Campana
L'isla Campana è un'isola dell'oceano Pacifico situata nella Patagonia cilena, in Cile, a sud del golfo di Penas. Appartiene alla regione di Aysén, alla Provincia di Capitán Prat e al comune di Tortel. L'isola fa parte e dà il nome all'omonimo arcipelago,
Per circa 6 000 anni le coste di queste isole erano abitate dal popolo Kaweshkar. All'inizio del XXI secolo, la popolazione si è praticamente estinta decimata dai colonizzatori.

## Geografia
Campana ha una forma irregolare, ha molte insenature e fiordi che si insinuano profondamente nell'isola. Si trova tra il golfo di Penas e il canale del Castillo; la sua superficie di 1 187,8 km² la rende l'undicesima isola più grande del Cile; ha un perimetro di coste di 589,2 km; misura 41 miglia di lunghezza per 9 nel punto di massima larghezza. Tutto il suo lato orientale è bagnato dal canale Fallos che la divide dalle isole Prat e Little Wellington; a sud il canale del Castillo la separa dall'isola Aldea; a nord-ovest Campana si affaccia sul Pacifico mentre a sud-ovest si trova l'isola Patricio Lynch. La sua estremità settentrionale è capo Bynoe, il punto più occidentale è capo Dyer.